# Orosz Pál (tábornok)
Orosz Pál (?, Ungvár – 1710. július első napjai), kuruc tábornok.

## Családja
Előkelő római katolikus Ung vármegyei köznemesi család sarja. Apja Orosz Pál ungi alispán volt. 1685 elején (?) feleségül vette Rákóczi Borbálát, körtvélyesi Rákóczi Ferenc és Ispán Mária leányát, aki Rákóczi Zsigmond fejedelem testvérének ükunokájaként a család körtvélyesi ágának utolsó tagja volt. Ezzel magával II. Rákóczi Ferenccel is távoli rokonságba került, akinek utóbb tábornoka lett.

## Élete
Fiatal korában Thököly Imre seregében harcolt, majd 1686 után a császár szolgálatába lépett. 1697-ben ezredesként részt vett a zentai csatában. 1703. júliusában II. Rákóczi Ferenc hűségére állt. 1703 szeptemberétől magasabb parancsnoki beosztásban („fődirector”) volt, majd 1704. február 8-án generális-főstrázsamester lett. Többnyire az erdélyi hadszíntéren harcolt.